# Запис Милошевић Љубише крушка (Балајнац)
Запис Милошевић Љубише крушка (Балајнац) се налази на парцели чији је власник Милошевић Миодраг.

## Локација
| Општина             | Деспотовац                                                                  |
| Катастарска општина | Балајнац                                                                    |
| Потес               | Репак                                                                       |
| Координате          | 44° 05′ 58″ С; 21° 22′ 18″ И / 44.099400000000003° С; 21.371700000000001° И |
| Надморска висина    | 221m                                                                        |

## Карактеристике
Дендрометријске вредности утврђене на терену и сателитским снимцима:
| Стабло                     | Крушка |
| Висина стабла              | m      |
| Обим дебла                 | m      |
| Пречник крошње             | 2m     |
| Пречник дебла              | m      |
| Висина дебла до прве гране | m      |

## База записа
Запис је у оквиру Викимедија пројекта "Запис - Свето дрво" заведен под редним бројем 0643.